# Leeuwendaal

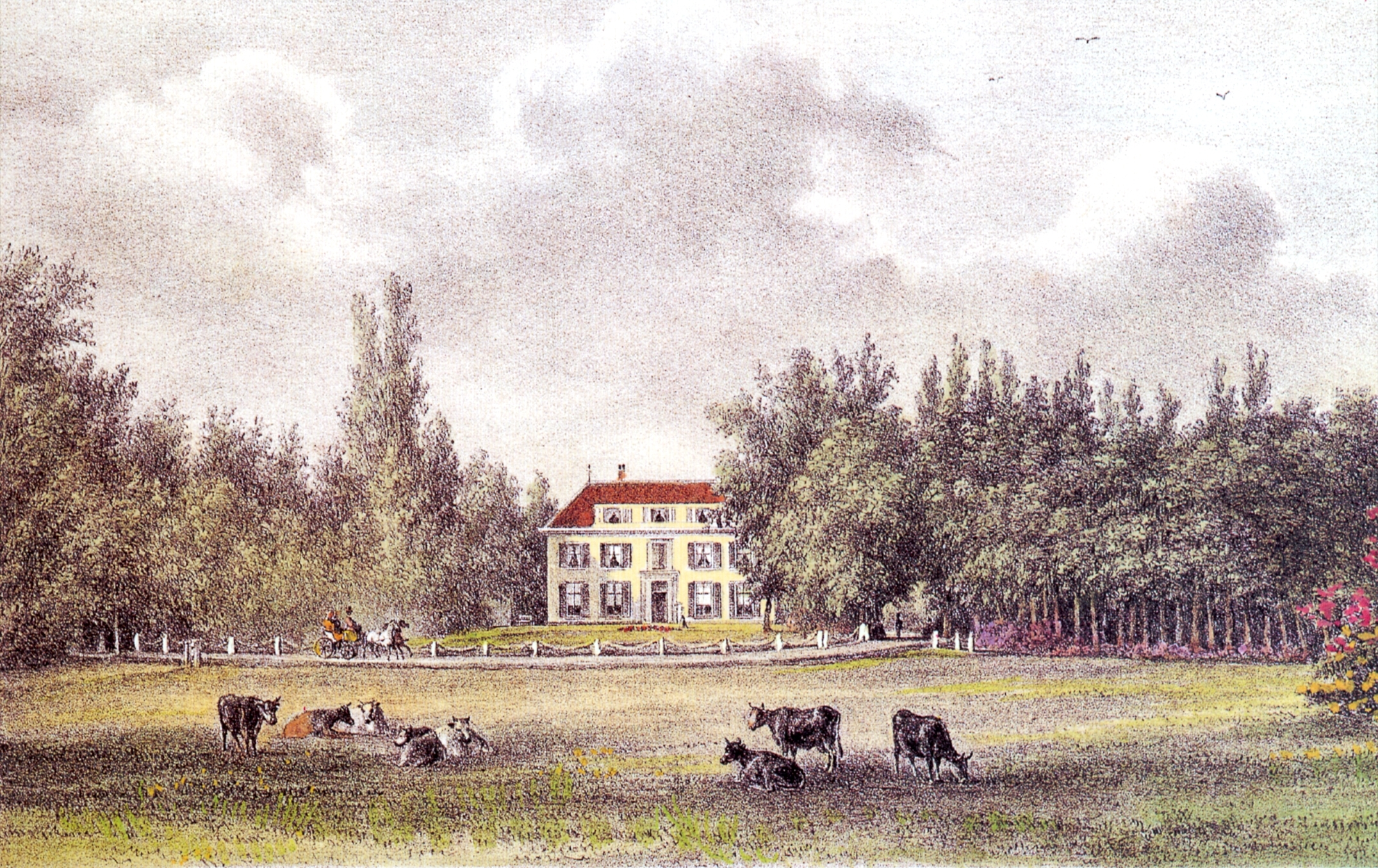
Leeuwendaal in 1855 (P.J. Lutgers)

Leeuwendaal was een buitenplaats in de Nederlandse plaats Rijswijk (provincie Zuid-Holland). Sinds het begin van de 20e eeuw is het een woonwijk.

## Geschiedenis
Nabij de Vliet stond in de 15e eeuw het nonnenklooster Onze Lieve Vrouwe in Nazareth Het klooster kreeg van Lodewijk van Leeffdael aan het eind van de 15e eeuw 10 morgen land in erfpacht.  
Het klooster werd na de Beeldenstorm afgebroken, en de ambachtsheer van Rijswijk kreeg de grond in erfpacht. In 1593 werd de grond verkocht aan Jan Harck en hij bouwde er een hofstede. In 1616 werd het gebied in een transportakte voor het eerst Leeuwendaal genoemd, waarschijnlijk een verbastering van de achternaam van Lodewijk van Leeffdael. In de loop der tijd werd het meerdere malen verkocht en door verschillende eigenaren tot buitenplaats omgevormd. Aan het begin van de twintigste eeuw werd het uiteindelijk verkocht aan bouwmaatschappijen die er in de periode van 1906 tot 1936 een woonwijk op bouwden. Het herenhuis werd toen ook nog bewoond, maar het werd in 1950 afgebroken om plaats te maken voor een flatgebouw. 